# Pediatria
A pediatria (do grego παιδιατρική, composto de παιδός, "criança", e ἰατρός, "doutor", "aquele que cura") é a especialidade médica dedicada à assistência à criança e ao adolescente, nos seus diversos aspectos, sejam eles preventivos ou curativos.
Os aspectos preventivos envolvem ações como o aleitamento materno, imunizações (vacinas), prevenção de acidentes, além do acompanhamento e das orientações necessárias a um crescimento e desenvolvimento saudáveis (puericultura). Já os curativos correspondem aos diversos procedimentos e tratamentos das mais diversas doenças exclusivas ou não da criança e adolescente.
O pediatra é o médico com formação dirigida exclusivamente para os cuidados da criança e do adolescente. Para atuar em áreas especificas da pediatria é necessário além da formação inicial, treinamento e estudos em serviços especializados.

## História
Após a metade final do século XIX, houve necessidade de maior resolutividade médica, pois os índices de mortalidade infantil estavam muito altos, além disto, ter uma especialização agiria como inibidor da concorrência profissional. A partir disto, surgiu a Pediatria como uma especialidade. Mas houve certas dificuldades para institucionalizar e reconhecer a especialidade, para tanto os argumentos que foram utilizados é de que para crianças deveria haver uma semiologia e uma terapêutica voltadas especificamente para crianças.
Conforme a ampliação da especialização, os pediatras foram se unindo em sociedades que surgiram em locais como São Paulo, Minas Gerais, Rio de Janeiro, Bahia, Rio Grande do Sul. A sociedade do Rio de Janeiro foi fundada em 1910 e possuía somente 67 sócios, mas era para os residentes no estado do Rio de Janeiro, somente em 1951 é que se nacionalizou a sociedade e passou a ser considerada Sociedade Brasileira de Pediatria.

## Pediatra na atualidade
Estima-se que os pediatras ocupam 40% das suas atividades clinicas com prevenção. O pediatra, atualmente, depara-se com situações diversas nas consultas, tais como:
- Pais que trabalham o dia todo;
- Televisão e mídias como um todo;
- Grande exposição a conteúdos eróticos;
- Violência;
- Dificuldades financeiras.

## Pediatra no futuro
Com a expectativa de vida podendo chegar até 100 anos o grande desafio do pediatra é a prevenção de doenças crônicas dos adultos e idosos, modificando hábitos nocivos à saúde futura,os quais se estabelecem nesta faixa etária, tais como obesidade, diabetes, arteriosclerose, hipertensão arterial, pneumopatias, entre outras. Mostra-se também que no futuro segundo as situações recentes os pediatras terão que se formar em Psicologia, e Psiquiatria, pois, as prevenções Psíquicas, dentre as crianças terão que ser elaboradas.